# Duluth (Georgia)
Duluth es una ciudad ubicada en el condado de Gwinnett en el estado estadounidense de Georgia. En el censo de 2000, su población era de 22.122.

## Demografía
En el 2000 la renta per cápita promedia del hogar era de $60,088, y el ingreso promedio para una familia era de $69,437. El ingreso per cápita para la localidad era de $29,185. Los hombres tenían un ingreso per cápita de $46,683 contra $34,334 para las mujeres.

## Geografía
Duluth se encuentra ubicado en las coordenadas 34°0′11″N 84°8′44″O / 34.00306, -84.14556 (32.538345, -83.076179).
Según la Oficina del Censo, la localidad tiene un área total de 25,9 km² (10,0 mi²), de la cual 25,6 km² (9,9 mi²) es tierra y 0,3 km² (0 mi²) (1.20%) es agua.